# Johan Marin Cáceres
Johan Marin Cáceres (Caracas, Venezuela, 15 de agosto de 1982) es un futbolista profesional venezolano que se desempeña en el terreno de juego como delantero y defensa central; su actual club es el Real Frontera Sport Club de la Segunda División de Venezuela.

## Clubes
| Club                     | País      | Año             |
| ------------------------ | --------- | --------------- |
| Portuguesa FC            | Venezuela | 2002-2004       |
| Unión Atlético Maracaibo | Venezuela | 2005-2006       |
| Deportivo Galicia        | Venezuela | 2007-2009       |
| Carabobo FC              | Venezuela | 2009-2010       |
| Guaros FC                | Venezuela | 2010-2011       |
| ACD Lara                 | Venezuela | 2011-2012       |
| Sport Club Guaraní       | Venezuela | 2012-2013       |
| Margarita FC             | Venezuela | 2013-2014       |
| Unión Deportiva Lara     | Venezuela | 2014-(Clausura) |
| Yaracuyanos FC           | Venezuela | 2015-2016       |
| Real Frontera Sport Club | Venezuela | 2016-presente   |

## Competiciones
| Competición                   | PJ  | Goles |
| ----------------------------- | --- | ----- |
| Primera División de Venezuela | 57  | 19    |
| Segunda División de Venezuela | 78  | 59    |
| Copa Sudamericana             | 1   | 0     |
| Selección Nacional            | 0   | 0     |
| Total de carrera              | 136 | 78    |